# Mariana Percovich
Mariana Percovich, née le 1er décembre 1963 à Montevideo en Uruguay, est une dramaturge, enseignante, metteuse en scène de théâtre et femme politique uruguayenne.

## Biographie
Née en 1963 à Montevideo, ses parents emménagent à Barcelone pour des raisons économiques. Elle y vit ses quatre premières années, puis la famille revient en Uruguay. Elle se prend d'intérêt pour l'univers théâtral en assistant à des spectacles avec ses parents. Elle obtient un diplôme de professeur de littérature, à l'Instituto de Profesores Artigas (IPA) de Montevideo.
Elle travaille dans un premier temps comme journaliste culturelle dans différents médias, notamment pour l'hebdomadaire Búsqueda, où elle rédige des articles puis devient rédactrice en chef de la section culturelle, et comme professeur de littérature dans différentes écoles de théâtre. « Petit à petit », explique-t-elle, « j'ai commencé à utiliser la scène pour mes cours, en travaux pratiques. Et mes collègues ont commencé à me dire que je devrais m'essayer à la mise en scène ».
Un metteur en scène, Carlos Aguilera (es), l'encourage dans cette direction en lui proposant d'être son assistante, pour monter une pièce, Ya nadie recuerda a Frederick Chopin, en 1982, alors qu'elle a 19 ans.
En raison du manque d'opportunités de formation consacrée à la mise en scène de théâtre en Uruguay à l'époque, elle se forme en travaillant ainsi pour différents metteurs en scène. Elle approfondit sa formation en Europe en obtenant une bourse d'études au Royal Court Theatre de Londres, où elle reçoit les conseils de Steven Berkoff, entre autres. Elle effectue également une résidence artistique au Théâtre Ouvert de Paris.
De retour en Uruguay, elle devient, de 2004 à 2007, directrice de l’École pluridisciplinaire d'art dramatique Margarita Xirgu (Escuela Multidisciplinaria de Arte Dramático Margarita Xirgu, désignée également par le sigle EMAD), à Montevideo, poste dont elle démissionne à la suite de divergences. Puis elle devient pendant quatre ans coordinatrice des arts du spectacle au ministère de l'éducation et de la culture de son pays, durant la présidence de José Mujica et sous la direction du poète et essayiste Hugo Achugar, alors directeur national de la culture,.
Elle réintègre ensuite, à nouveau, l’EMAD, en 2012,,, se consacrant à nouveau pleinement à la mise en scène et à l'écriture de pièces (même si elle ne s'était interrompue que partiellement).
Les mises en scène de Mariana Percovich se caractérisent par une recherche scénique sur la relation entre le spectateur, l'espace et les acteurs. Elle monte ses œuvres dans des théâtres conventionnels ainsi que dans des lieux moins conventionnels, tels que des bâtiments publics ou historiques, des bars, des marchés urbains, des sous-sols de centres commerciaux ou des gares,. Elle s'est vu remettre le prix Florencio à deux reprises.
En 2018, elle se voit diagnostiquer un cancer. Mais elle survit à cette maladie.

## Dramaturgie (sélection)
(en espagnol, sauf mention contraire)
- 2015 : Mucho de Ofelia (Dramaturgie et mise en scène)
- 2013 : Proyecto Felisberto
- 2012 : Clitemnestra (Dramaturgie, direction musicale, mise en scène)
- 2011 : 
  - Jocaste (traduit en français)
  - El abanderado descalzo
  - Cuartito Azul. Melodrama caleidoscópico y tanguero, 2010
- 2009 : 
  - Harina de algarroba
  - Chaika (Dramaturgie et mise en scène)
  - Ayuda salada
- 2008 : For Export del Uruguay
- 2007 : 
  - Extraviada (Dramaturgie et mise en scène / traduit en français) 
  - Playa desierta
- 2003 : Yocasta - Una Tragedia
- 2002 : El errante de Nod
- 2001 : Proyecto feria
- 1999 : Cenizas en mi corazón
- 1998 : 
  - Alicia underground
  - Extraviada
- 1997 : Juego de damas crueles
- 1996 : Destino de dos cosas o de tres
- 1995 : Te casarás en América,

## Mise en scène (sélection)
- 2014 : Algo de Ricardo
- 2013 : 
  - Las descentradas
  - La EMAD a la vuelta de tu esquina
- 2011 : Pentesilea (adaptation, direction musicale, mise en scène)
- 2009 :
  - Medea del Olimar
  - Virtuosos (Interprète)
  - Una lluvia Irlandesa